# Lagun Air

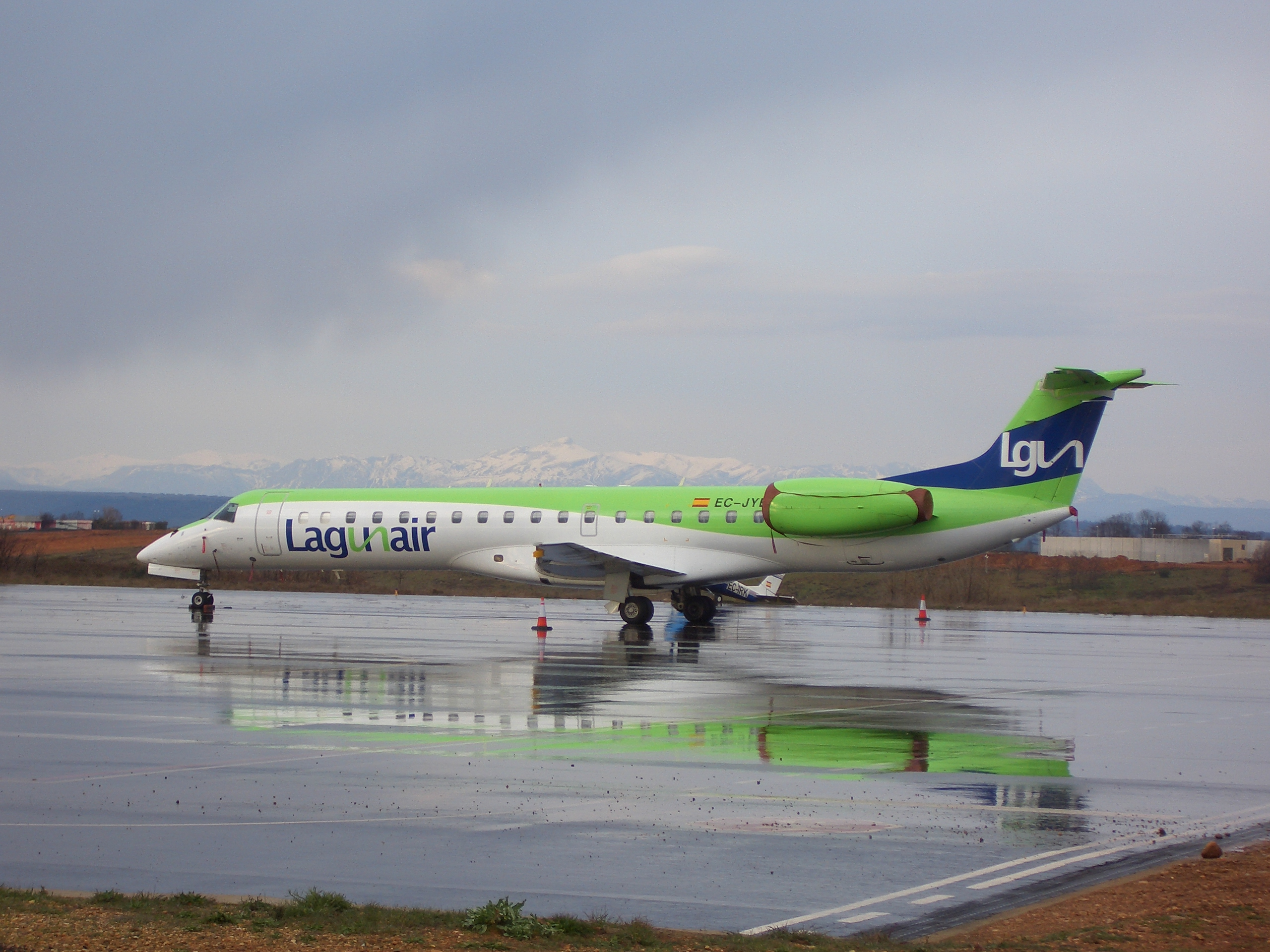
Embraer ERJ 145 de LagunAir à León

Lagun Air (code AITA N7 - code OACI JEV) était une compagnie aérienne espagnole.

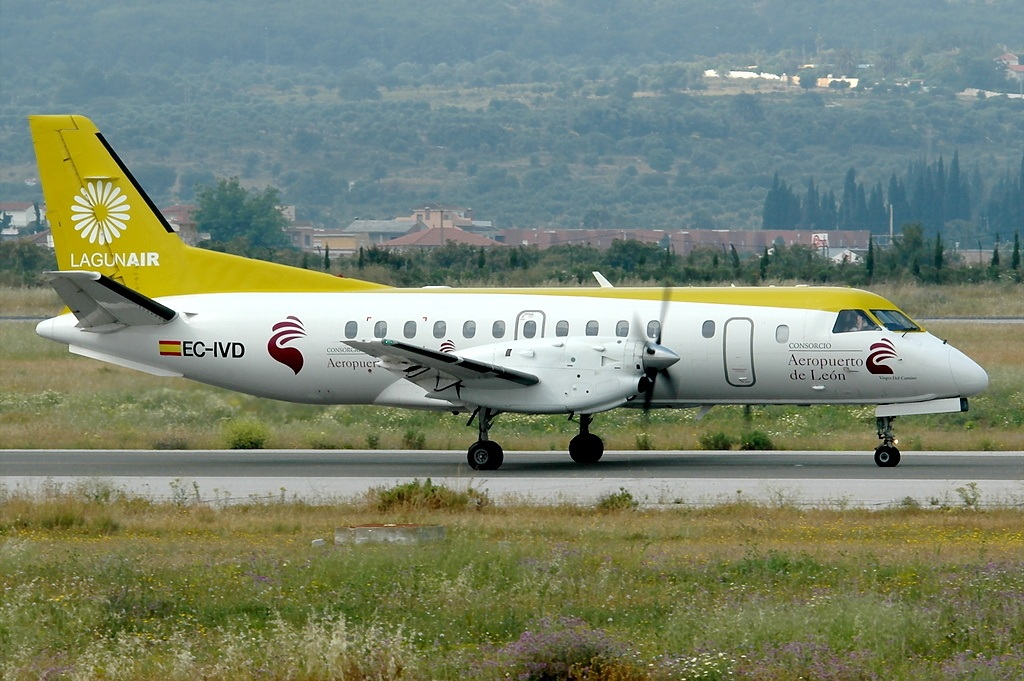
LagunAir Saab 340A EC-IVD

Lagun Air a commencé ses opérations commerciales le 29 septembre 2003 en reliant León avec Barcelone.
La compagnie dépose le bilan le 9 octobre 2008, faute de repreneur la compagnie cesse ses opérations,
mettant fin définitivement à la compagnie.